# Hrabstwo Jackson (Ohio)
Hrabstwo Jackson – hrabstwo w Stanach Zjednoczonych, w stanie Ohio. Siedzibą władz jest miasto Jackson. Hrabstwo nazwano na cześć Andrew Jacksona.

## Miasta
- Jackson
- Wellston

## Wioski
- Coalton
- Oak Hill